# Kim Bub-min
Kim Bub-min (Hangeul: 김법민; * 22. Mai 1991 in Daejeon) ist ein südkoreanischer Bogenschütze.

## Werdegang
Kim gewann bei der Sommer-Universiade 2011 in Shenzhen (China) die Goldmedaille im Mixed-Teamwettbewerb und die Bronzemedaille mit der koreanischen Mannschaft. In der Einzelkonkurrenz wurde er Sechster.
Mit einem neunten Platz beim Weltcup in Shanghai im April 2012 und einem vierten Platz drei Wochen später beim Weltcup in Antalya qualifizierte er sich für die Olympischen Spiele 2012 in London. Dort errang er gemeinsam mit Im Dong-hyun und Oh Jin-hyek die Bronzemedaille im Mannschaftswettbewerb. Dabei verbesserten die drei Athleten in der Platzierungsrunde den Weltrekord um 18 Ringe auf 2087.
Er studiert und trainiert an der Pai Chai-Universität.